# 생체 아민
생체 아민(영어: biogenic amine)은 하나 이상의 아민기를 갖는 생물에 의해 생성되는 물질이다. 생체생성성 아민이라고도 한다. 이들은 주로 아미노산의 탈카복실화 또는 알데하이드 및 케톤의 아미노화 및 아미노화에 의해 형성된 염기성 질소 화합물이다. 생체 아민은 저 분자량의 유기 염기이며 미생물, 식물 및 동물에서 대사에 의해 합성된다. 음식과 음료에서 이들은 원료와 이들의 효소에 의해 형성되거나 미생물에서 아미노산의 탈카복실화에 의해 생성된다. 모노아민 계열, 트립타민 계열, 미량 아민 등이 있다.

## 모노아민
생체 아민은 아미노산의 탈카복실화에 의해 생긴 아민으로부터 신경전달 작용을 하는 신경전달물질이다. 체내에 미량 포함되어 생체에 어떤 생리 작용을 하는 화합물로, 아드레날린, 노르아드레날린, 도파민 등의 카테콜아민류나 세라토닌 등의 인돌아민류, 히스타민 등의 이미다졸아민이 모노아민 계열이다.
한편 트립타민의 멜라토닌 그리고 폴리아민등은 2개 이상의 아민기를 갖는 유기 화합물로 이들도 역시 생체 아민이다.

## 같이 보기
- 생체반응조절물질

## 참고 문헌
- 식품의약품안전처-유해화학물질 저감화 교육동영상: 생체 아민